# Lichenoconium lecanorae
Lichenoconium lecanorae är en lavart som först beskrevs av Jaap, och fick sitt nu gällande namn av David Leslie Hawksworth 1979. Lichenoconium lecanorae ingår i släktet Lichenoconium, divisionen sporsäcksvampar och riket svampar.  Arten är reproducerande i Sverige. Inga underarter finns listade i Catalogue of Life.